# جان سینگلتون مازبی
جان سینگلتون مازبی (به انگلیسی: John S. Mosby؛ زادهٔ ۶ دسامبر ۱۸۳۳– درگذشته ۳۰ مهٔ ۱۹۱۶) فرد نظامی اهل ایالات متحده آمریکا و یکی از فرماندهان سواره‌نظام ارتش ایالات مؤتلفه بود که بیشتر با نام شبح خاکستری در طول جنگ شناخته می‌گردید. فرماندهی مستقیم وی، هدایت یگان ۴۳ سوارهٔ ویرجینیا معروف به مازبی‌رنجرز یا مازبی‌رایدر بود. سواره‌نظام تحت امر وی یک گروه پارتیزانی بود که توانست به واسطهٔ حملات سریع و برق‌آسا و همین‌طور توانایی گریز از تعقیب ارتش دشمن و ناپدیدشدن، زبانزد گردد. پس از اتمام نبرد، مازبی به حزب جمهوری‌خواه پیوست و به عنوان وکیل، مشغول به کسب‌وکار شد. نکتهٔ جالب در زندگی پس از جنگ وی، حمایت از فرماندهٔ سابق و دشمن خودش، ژنرال یولیسیز سایمن گرانت بود. مازبی، در عین‌حال به عنوان کنسول آمریکا در هنگ کنگ و همین‌طور در وزارت دادگستری ایالات متحده خدمت کرده‌است.

## تشکیل یگان و فرماندهی
از سال ۱۸۶۲، مازبی به عنوان افسر پیشاهنگ جیمز ایول براون استوارت در طول کمپین پنین‌سولا خدمت کرد. در ژانویه سال ۱۸۶۳ میلادی، استوارت با موافقت ژنرال لی به مازبی اجازه داد تا گردان ۴۳ سواره‌نظام ویرجینیا را تشکیل و فرماندهی نماید. این گردان به‌طور رسمی تحت اوامر مستقیم استوارت و ژنرال لی عمل می‌کرد هر چند، افراد این یگان خارج از هنجارهای سواران منظم ارتش زندگی می‌کردند.
طبق اظهارات مانسون، یکی از پارتیزان‌های مشارکت‌کننده در جنگ داخلی، مازبی از داوطلبانی که مجذوب شکوه جنگ و جذابیت کسب غنیمت جنگی بودند استقبال می‌کرد و توجه ویژه‌ای به هوش، شجاعت و تدبیر داشت. او با ناپلئون هم‌عقیده بود که می‌گفت؛ پسران مجرد، بهترین سربازان یگان هستند چرا که بدون ترس و اضطراب از عاقبت فرزند و همسر، صرفاً به مقوله سربازی می‌پردازند و ابراز شجاعت می‌کنند. سربازان مازبی هر کدام ۲ کلت ارتشی مدل ۱۸۶۰ داشتند که در غلاف سلاح کمری آنها قرار گرفته بود. برخی از آنها ۲ کلت اضافه دیگر نیز حمل می‌نمودند. مازبی و افرادش علاقه‌ای به استفاده از شمشیرهای سواره‌نظام نداشتند و از آنها استفاده نمی‌کردند. مانسون می‌گوید؛ در جنگ‌هایی که ما مشارکت داشتیم هرگز ندیدم که خون یک سرباز با شمشیر سواره‌نظام ریخته شود هر چند که من، در نبرد برندی استشن هزاران تیغه شمشیر دیدم که از چپ به راست چشمک می‌زد

## نبوغ نظامی
در مارس ۱۸۶۳، مازبی یورشی جسورانه به داخل خطوط اتحادیه در نزدیکی فرفکس، ویرجینیا انجام داد. او به اتفاق افرادش ۳ افسر اتحادیه از جمله سرتیپ (ایالات متحده) ادوین هنری استوتون را به اسارت گرفت. مازبی در خاطراتش نوشته؛ سرتیپ استوتون بدون پیراهن در رختخواب خوابیده بود که او را بیدار کردم و بلافاصله از او پرسیدم، آیا تاکنون نام مازبی را شنیده‌اید؟ سرتیپ پاسخ داد بله، آیا او را گرفتید!؟ و مازبی پاسخ می‌دهد که من خود مازبی هستم. در جریان این یورش متهورانه، مازبی به اتفاق تنها ۲۹ سرباز و بدون شلیک حتی یک گلوله، توانست ۱ سرتیپ، ۲ سروان، ۳۰ سرباز وظیفه و ۵۸ اسب از ارتش اتحادیه را به اسارت بگیرد.

## نگارخانه

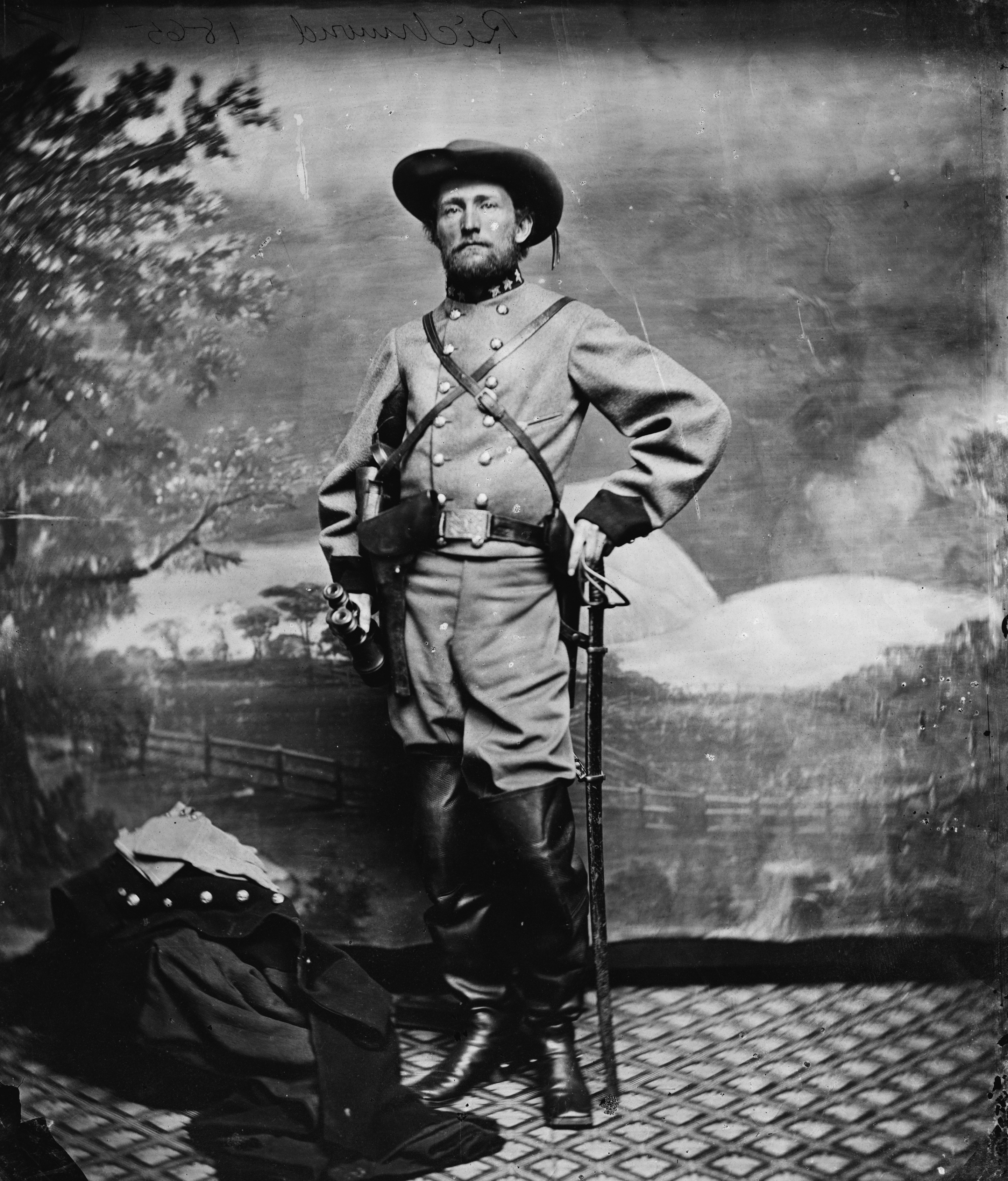
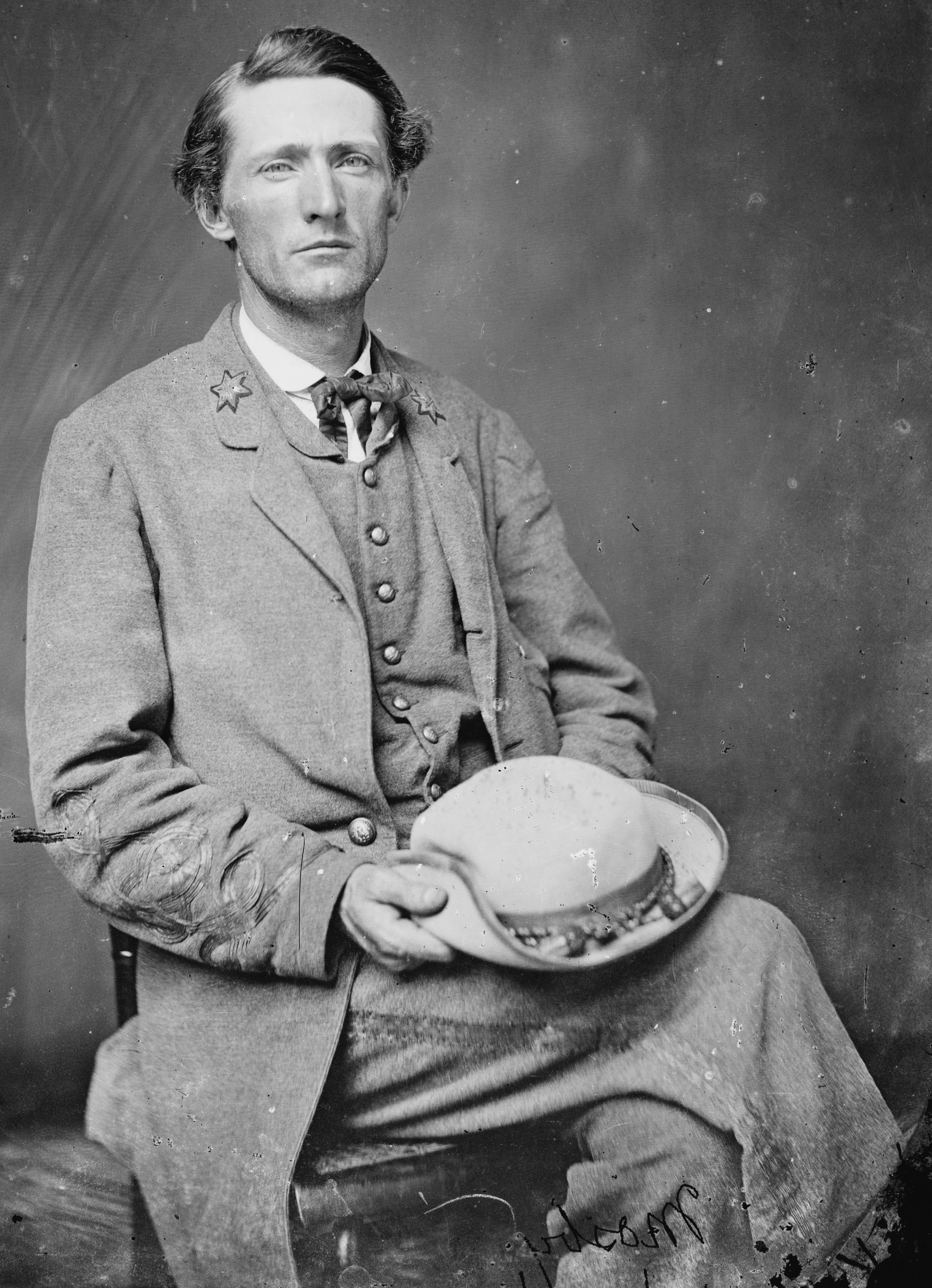
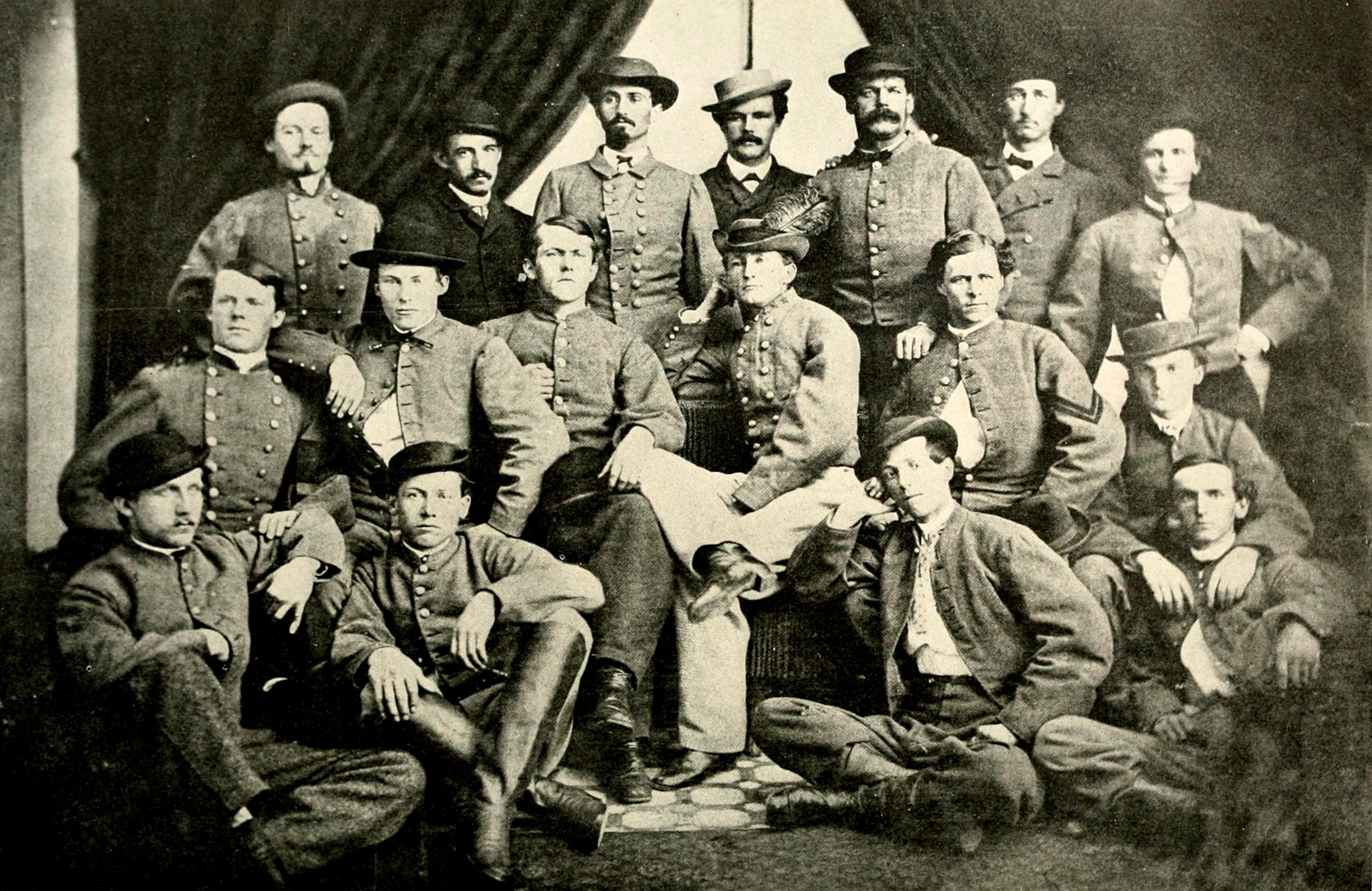
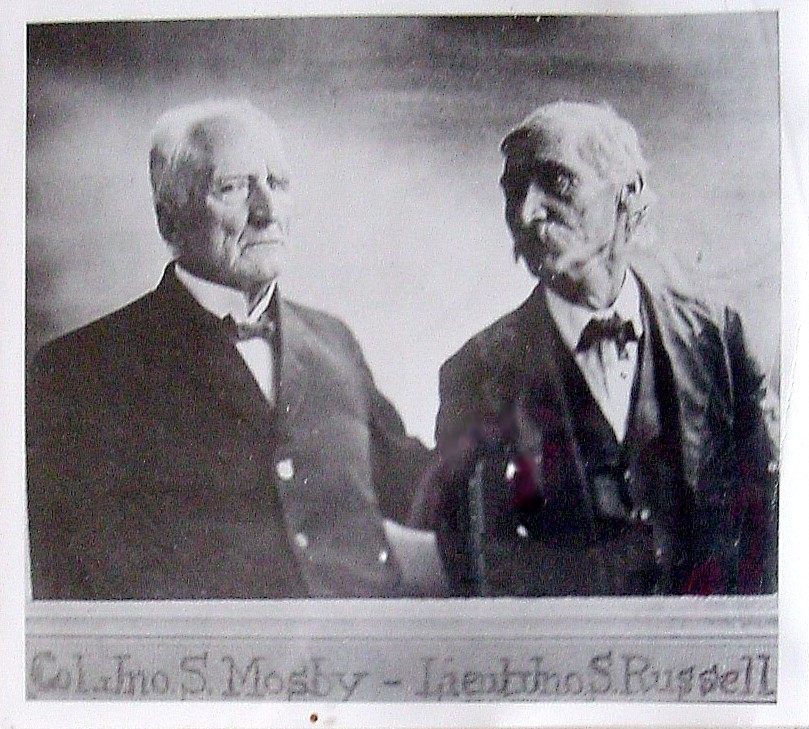